# Brachionidium loxense
Brachionidium loxense är en orkidéart som beskrevs av Carlyle August Luer. Brachionidium loxense ingår i släktet Brachionidium och familjen orkidéer. Inga underarter finns listade i Catalogue of Life.